# 이승원 (2003년)
이승원(李承原, 2003년 3월 6일 ~ )는 대한민국의 축구 선수로, 포지션은 공격형 미드필더, 중앙 미드필더이며, 강원 FC 소속으로 현재 김천 상무로 군 복무 중이다.

## 유소년 시절
경기도 용인시에서 태어나 초등학교 5학년 때부터 축구를 시작한 뒤 중학생 시절에는 김진수, 오재혁 등 여러 국가대표 선수를 배출한 용인시축구센터에서 본격적으로 축구를 배우기 시작했다.
이후 2021년에는 전국고교선수권대회에서 대회 최우수선수상을 수상하며 여러 프로구단의 주목을 받았지만 대회 도중 발가락이 부러지는 부상을 당하면서 프로 입단 선택을 미룬 채 결국 2022년 단국대학교에 입학했으며 1학년임에도 단국대의 주전 미드필더로 활약하면서 단국대의 최초 왕중왕전 우승에 크게 이바지했다.

## 클럽 경력

### 강원 FC
대학 무대에서의 활약으로 2023년 1월초 강원 FC에 입단하며 프로에 입문한 뒤 강원 FC 리저브팀 소속으로 고양 해피니스와의 2023년 K4리그 5라운드 경기에서 어시스트를 기록했으나 1군팀에서는 현재까지 출전 기록이 없다.

## 국가대표팀 경력

### 대한민국 U-20
단국대학교 재학 시절 2022년 U리그에서 선보인 활약을 바탕으로 김은중 감독이 이끄는 U-20 대표팀에 첫 합류했고 이미 프로에 입단한 선수들 사이에서도 두각을 드러내기 시작하면서 U-20 대표팀 주장으로 선임되기에 이르렀다.
그 후 2023년 AFC U-20 아시안컵 본선 엔트리에 이름을 올린 뒤 중국과의 8강전에서 전반 38분 부상으로 교체 아웃될 때까지 팀의 주장으로 활약하며 팀의 준결승 진출 및 통산 16번째 U-20 월드컵 본선 진출에 이바지했고 2023년 FIFA U-20 월드컵 본선 엔트리에도 합류하여 이스라엘과의 3위 결정전까지 7경기에서 3골 4어시스트의 맹활약으로 대한민국의 FIFA 주관 남자 대회 통산 5번째이자 U-20 월드컵 통산 3번째(2회 연속 포함) 준결승 진출을 이끌었고 이와 동시에 지난 전 대회 골든볼 수상자 이강인(2골 4어시스트)의 공격포인트 기록도 넘어서면서 브론즈볼 수상의 영예를 안았다.
또한 홍명보 울산 현대 감독(2002년 FIFA 월드컵 브론즈볼 수상), U-20 대표팀 선배 이강인(2019년 FIFA U-20 월드컵 골든볼 수상)에 이어 한국 축구 선수로는 3번째로 FIFA 주관 대회 개인상을 수상했다. 병승원이라는 별명이 있다.

## 플레이 스타일
```
“많은 활동량을 가지고 공수에서 선수들에게 기회를 많이 만들어 주려고 해요. 공간을 본다거나, 좋은 패스를 준다든지 동료 선수들의 장점을 살리는 플레이에 강점이 있어요. 제 플레이 스타일은 동료들을 뒤에서 받쳐주는 역할인 것 같습니다.”
```

- 이승원, Kfa Live 인터뷰 中
많은 활동량을 통해 중원에서 헌신적인 움직임과, 패슬 통해 주위 동료들에거 기회를 만들어주는 선수이며 닮고 싶은 선수로 국가대표의 황인범 선수를 뽑았다.

## 수상 내역

### 아마추어
용인시축구센터 U-18 (덕영)
- 청룡기 전국고교축구대회 : ● 우승 (2021)
- 문화체육관광부장관배 전국고교 축구대회 : ● 우승 (2021)

단국대학교
- U리그 왕중왕전 : ● 우승 (2021)

### 국가대표팀
대한민국 U-20
- AFC U-20 아시안컵 : 준결승 (2023)

### 개인
- 문화체육관광부장관배 전국고교 축구대회 최우수선수상: 2022[6]
- FIFA U-20 월드컵 브론즈볼 : 2023[7]

## 평가
'승원이는 대표(청소년 대표팀) 경력이 아예 없던 선수예요. 발굴한 선수인데, 프로도 아니고 대학 시합에서 눈에 띈 선수죠. 꾸준히 소집되며 주장까지 맡긴 선수고, 중원에서 기동력, 개인 기술 모두 뛰어나요. 볼을 소유할 줄 알고 연결할 수 있는 능력도 장점이죠.' – 김태민 (U-20 대표팀 수석코치)
'승원이 형이랑 같이 뛰면 편해요. 볼을 많이 받아주고 경기장에서 호흡도 잘 맞아요. 다 같이 있을 때는 조용한 편인데, 둘이 있으면 장난도 많이 치죠.' – 강상윤 (대표팀 동료)
'승원이를 생각하면 ‘책임감’ 이라는 단어가 가장 먼저 생각나요.' – 이영준 (대표팀 동료)
'승원이 형은 주장으로서 모범이 되는 선수예요. 팀에 항상 헌신하고 희생하는 모습에 배울 점이 많아요.' – 조영광 (대표팀 동료)

## 참고 자료
- '캡틴' 이승원의 다짐, 리더의 책임감을 강조하다. - Kfa Live
- 김은중호 주장 이승원, "희생하는 플레이가 내 장점" - Kfa Live
- U-20 중원 사령관, 강원 FC 이승원 - 대한축구협회